# Alex Kōto Horio Pisano
Alex Kōto Horio Pisano (japanisch ピサノ アレックス 幸冬 堀尾 Pisano Alex Kōto Horio; * 10. Januar 2006 in Kasugai) ist ein japanischer Fußballspieler.

## Karriere

### Vereine
Pisano begann seine Karriere 2024 beim Erstligisten Nagoya Grampus. 2024 gewann er mit dem Verein den J.League Cup.

### Nationalmannschaft
Pisano spielt seit 2025 in der Nationalmannschaft von Japan. Sein Länderspieldebüt gab er am 8. Juli 2025 in einem Spiel der Fußball-Ostasienmeisterschaft gegen Hongkong in Yongin.

## Erfolge
Nagoya Grampus
- Japanischer Ligapokalsieger: 2024

Japanische Nationalmannschaft
- Fußball-Ostasienmeisterschaft: 2025